# Парра Гомес, Акилео
Хосе Бонифасио Акилео Элиас Парра-Гомес (исп. José Bonifacio Aquileo Elías Parra Gómez, 12 мая 1825 — 14 декабря 1900) — колумбийский военный и политик.

## Биография
Родился в 1825 году в Пачо. После получения начального образования был вынужден пойти работать, несколько лет продавал шляпы и работал в портах на реке Магдалена.
В 1858 году был избран депутатом Ассамблеи штата Боливар. В 1859 году стал членом Палаты представителей штата Сантандер. Когда в 1860 году началась гражданская война, присоединился к генералу Москере. 15 августа 1860 года был взят в плен правительственными войсками и увезён в Боготу. Был освобождён после того, как Богота была 18 июля 1861 года взята повстанческими войсками. После этого в составе войск Эусторгио Сальгара сражался против остатков правительственных сил, которыми командовал генерал Каналь. 18 сентября 1862 года стал президентом Конституционной Ассамблеи штата Сантандер.
В 1863 году принял участие в Конвенции в Рионегро, на которой была принята новая Конституция, а страна была преобразована в Соединённые Штаты Колумбии. В 1872—1876 годах благодаря своему большому деловому опыту Парра был министром финансов в правительствах Мануэля Мурильо и Сантьяго Переса.
В 1876 году Парра принял участие в президентских выборах. В соответствии с Конституцией 1863 года, выборы были непрямыми: для победы в первом туре кандидату нужно было победить как минимум в пяти из девяти штатов, если же этого не случалось — то президент выбирался Конгрессом из числа основных кандидатов. В 1876 году впервые случилось так, что никто не победил в первом туре, и решение должен был принимать Конгресс; на голосовании в Конгрессе Парра получил больше половины голосов.
Во время своего двухлетнего срока Парра сделал упор на развитие путей сообщения, и на развитие всеобщего светского образования. Этот упор на светскость образования вызвал жёсткое сопротивление со стороны духовенства и консерваторов, что привело к жестокой гражданской войне. Также во время его президентства были заключены первые контракты на строительство Панамского канала, что впоследствии привело к Панамскому скандалу. Из-за плохого здоровья в 1877 году был вынужден временно оставлять свой пост: в первый раз его заменял Серхио Камарго, во второй — Сальвадор Камачо.
По окончании президентского срока удалился в своё поместье и занялся сельским хозяйством.